# Cookia
Cookia là một chi ốc biển lớn, trong họ ốc xà cừ. Cookia đôi khi được xem là một phân chi của chi Bolma.
Chi này được đặt tên theo thuyền trưởng James Cook.

## Các loài
Các loài trong chi Cookia gồm có:
- †Cookia kawauensis Powell, 1938
- Cookia sulcata (Lightfoot, 1786)

Đồng nghĩa
- Cookia novaezelandiae Lesson, 1832: syn. Cookia sulcata (Lightfoot, 1786)